# 大馬士革的聖約翰

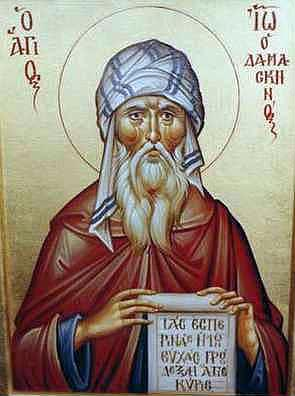
大馬士革的圣若望

大馬士革的聖若望（阿拉伯语：‎，拉丁化：Yuḥannā Al Demashqi，拉丁化：Iôannês Damaskênos，約676年—749年12月4日），天主教译為圣若望·达玛森（St. John Damascene），生于大马士革的基督宗教神學家、詩人及聖樂家。

## 生平
大馬士革的約翰於公元675-676年間出生一個名門望族，卒於公元749-753年間（近80歲）。當時，他所居住之處大馬士革受阿拉伯帝國佔領統治，約翰雖身為基督徒，但卻仍能在伊斯蘭教領袖哈里發的宮中擔任要職，他父親所給予的栽培與教育功不可沒。約翰的父親與祖父都飽讀詩書、滿腹學問，約翰的父親在當時是一名有權勢的達官富戶，他深知要留給兒子最珍貴的產業即是美好的靈性與智慧；某日他在刑場看到一群被伊斯蘭教徒擄來的俘虜即將被處決，他注意到其中一位特別的老者深得其他俘虜敬重，於是親自向總督求情，請求特赦原本面臨死刑的老者；後來發現老者居然是馬薩巴修道士──柯斯麥，於是立即將其接回府上並聘其為約翰的家庭教師；幾年後，柯斯麥向約翰的父親求去、欲回到修道院，因他已將畢生所學傾囊相授教予約翰，而約翰亦已學有所成青出於藍，也令柯斯麥感到此生無憾。然而，約翰也在承襲父親的官職不久後，也追隨情同父子的柯斯麥的腳步，遁入修道院門下潛修神學。
大馬士革的約翰，因著在歷史上有許多貢獻而聞名，例如神學、聖樂等，其中最為人所知的便是力倡「聖像敬禮」。基督徒使用「聖像」作為禱告、敬拜與靈修的輔助工具其來由已久，在第六世紀時，東方教會已視「聖像」為「文盲的課本」，對於不識字、無法自行閱讀聖經或信仰相關書籍者而言，透過「聖像」而領受到教訓與提醒，都是十分重要的。然而，到了第八世紀初，「聖像」卻已充斥於基督教重鎮君士坦丁堡及其他基督教城市，每個家庭、教會都會有許多雕刻、繪製精美的聖像；由於信徒們越來越習慣在聖像前禱告、敬拜，聖像敬禮的風氣越來越普遍，教會與國家領袖便開始擔心，若此風漸長將帶來不可收拾的後果。在反對聖像敬禮者心中，禮敬聖像已明確違背十誡中「不可拜偶像」之誡命，他們認為，崇拜有形體的物質或圖像是一種墮落，而企圖將上帝的形象刻劃出來，更是一種褻瀆。
公元726年的愛琴海火山爆發，促使皇帝利奧三世（西元717年繼位）認為，是因教會使用聖像而惹怒上帝，因此下令禁止聖像敬禮、把聖像搬移出教堂及修道院、刷去牆面上雕刻及馬賽克圖像等，然而此舉所帶來的結果就是讓原本使用聖像敬禮已久的修士與平民群起反抗，並且這個結果，導致聖像衝突往後延續幾十年。
大馬士革的約翰在當中大力支持使用聖像敬禮，並以積極的文字寫作來反對利奧三世的政策，雖然如此，由於當時約翰居住之地是在穆斯林所管轄的聖沙伯修道院，因而幸免於難，如今在修道院中，仍可看見約翰所住過的房間，他在那兒完成了許多著作；約翰主張「聖像」自古以來一直都是信仰引導之工具，約翰駁斥反對聖像敬禮者對於物質的蔑視，約翰認為「所有一切都是上帝所創造」，人類可以透過看得見的物質來敬拜、尊崇、讚美這位造物主；讓人敬拜的並非製作聖像的物質，而是聖像所描繪、刻劃出來的人物，其所帶出來的力量。約翰認為「絕對的敬拜」（希臘文latria）理當只能歸予神，然而「尊敬」（希臘文proskynesis），則可歸給聖像，約翰的此番言論，為那些支持聖像敬禮者，闢出了一條「可製作聖像、卻不淪為拜偶像」之路。
由於大馬士革的約翰反對利奧三世廢除聖像敬禮，也反對君士坦丁五世和貴族對教會利益的侵擾，因此激怒了一批以皇帝為首的貴族；公元754年，君士坦丁五世召開「君士坦丁堡宗教會議」，在會議上宣布將支持聖像敬禮的約翰逐出基督教會；直到公元787年，由伊琳娜女皇召開「第二次尼西亚公会议」（第七次大公會議），超過三十位的主教們，嚴厲地譴責君士坦丁五世所召開「君士坦丁堡宗教會議」的決議，共同譴責那些反聖像敬禮者，並下令恢復聖像敬禮。

## 著作
早期作品 
三篇《反對詆毀聖像者的辯護論文》——這些論文是他對拜占庭皇帝利奧三世頒布禁止崇拜或展示聖像的法令的早期回應之一。

教導及教義作品
《智慧之源》為大馬士革的約翰最有名的神學論著，其內容論述多以亞里斯多德和柏拉圖的思想為本，欲引用希臘哲學思想來證明神的存在。 《知識之源》（希臘語：Πηγή Γνώσεως, Pēgē gnōseōs，字面意義為「知識的源泉」）被描述為基督教哲學、思想和教義的綜合與統一，對指導中世紀拉丁思想的發展產生了影響，並成為希臘正教神學的主要教科書。該書分為三部分，章節如下： 
1. 《哲學章節》（希臘語：Κεφάλαια φιλοσοφικά, Kefálea filosofiká）——通常稱為「辯證法」，主要涉及邏輯，其主要目的是為讀者更好地理解本書的其餘部分。該部分基於第三世紀末的新柏拉圖主義者波菲利的《引論》，該書是對亞里士多德邏輯的介紹。該作品的顯著之處在於，它使約翰·大馬士革能夠用信息解釋邏輯的基本概念和對上帝的理性化。
2. 《論異端》（希臘語：Περὶ αἱρέσεων, Perì eréseon，字面意義為「關於異端」）——基於前述的《異端全書》（希臘語：Πανάριον，源自拉丁語panarium，意為「麵包籃」）由薩拉米斯的厄皮法尼烏斯所作。該作品的顯著之處在於，它使約翰獲得了有關不同異端的信息，以及如何組織異端目錄的模型。根據厄皮法尼烏斯的說法，原有80個宗教教派，這些教派或被歸類為有組織的團體或哲學，從亞當的時代到四世紀後期。約翰還增加了二十個在他時代出現的異端。《論異端》的最後一章（第101章）討論了以實馬利人為異端。與早期部分簡要處理其他異端不同，這一章節長達數頁。它構成了對伊斯蘭教的第一批基督教反駁之一。在討論以實馬利人的異端時，他強烈抨擊穆罕默德的不道德行為以及《可蘭經》中為合法化先知不端行為而插入的腐敗教義。《論異端》經常從希臘語翻譯成拉丁語。他的手稿是對伊斯蘭教的第一部正統基督教反駁，影響了西方羅馬天主教會對伊斯蘭的態度。它是最早將穆罕默德描繪為「假先知」和「敵基督」的來源之一。 對伊斯蘭教的教導 如上所述，在《論異端》的最後一章中，約翰提到伊斯蘭教作為以實馬利人的異端。他是已知的第一位基督教批評者之一。約翰聲稱，穆斯林曾經是崇拜愛神的信徒，因穆罕默德的「虔誠表現」而跟隨他，並且穆罕默德本人閱讀了聖經，並「同樣地，看來」與一位教他亞流派主義的亞流派修道士交談。約翰還聲稱他閱讀過《可蘭經》，或至少是其中的部分，因為他批評《可蘭經》說聖母瑪利亞是摩西和亞倫的姐妹，並且耶穌並未被釘十字架，而是活著升天。約翰進一步聲稱，他曾與穆斯林談論穆罕默德。他使用複數「我們」，無論是指他自己，還是他所屬的一群與穆斯林交談的基督徒，或是一般基督徒。 無論如何，約翰聲稱他問穆斯林，哪些證人可以證明穆罕默德是從上帝那裡接受《可蘭經》的——因為約翰說，摩西是在以色列人面前從上帝那裡接受了《律法》，而且伊斯蘭法律規定穆斯林只能在證人面前結婚和做交易——以及哪些聖經先知和經文預言了穆罕默德的到來——因為約翰說，耶穌是由先知和整個舊約預言的。約翰聲稱穆斯林回答說，穆罕默德是在睡夢中接受《可蘭經》的。約翰聲稱他開玩笑地回答：「你在編造我的夢。」 一些穆斯林，約翰說，聲稱基督徒相信預言耶穌到來的舊約被誤解，而其他穆斯林則聲稱猶太人編輯了舊約，以欺騙基督徒（可能是讓他們相信耶穌是上帝，但約翰並未說明）。 在回顧他與穆斯林的對話時，約翰聲稱他們指責他因崇敬十字架和崇拜耶穌而進行偶像崇拜。約翰聲稱他告訴穆斯林，麥加的黑石是愛神雕像的頭。此外，他聲稱，如果穆斯林說耶穌是上帝的道和靈，那麼他們將更好地將耶穌與上帝聯繫起來。約翰聲稱，話語和靈是與它們存在的事物不可分割的，如果上帝的道在上帝中永遠存在，那麼這個道必然是上帝。 約翰在本章結尾聲稱，伊斯蘭教允許一夫多妻，穆罕默德在禁止通姦之前曾與一位同伴的妻子通姦，而《可蘭經》則充滿了故事，例如上帝的母駝和上帝賜予耶穌一個「不腐爛的桌子」。
3. 《正統信仰解》為東正教神學摘要。《正統信仰的準確闡述》（希臘語：Ἔκδοσις Ἀκριβὴς τῆς Ὀρθοδόξου Πίστεως, Ékdosis akribès tēs Orthodóxou Písteōs）——對早期教父的教義和教條著作的總結。更具體地說，是第四世紀的卡帕多奇亞教父（聖巴西爾、聖格雷戈里·納齊安茲和聖格雷戈里·尼撒）。它採用了亞里士多德的語言，並通過約翰對文本的選擇和註釋展示了原創性，這些選擇受到安提阿分析神學的影響。這部作品在翻譯成東方語言和拉丁語後，成為東西方思想家寶貴的資源，提供了邏輯和神學概念。此外，其系統化的風格成為後來中世紀學者所作神學綜合的範本。《闡述》深入探討了有關上帝的本質和存在的推測，引發了後來神學家之間的辯論。這部著作是東方基督教系統神學的第一部作品，對後來的學者作品產生了重要影響。

其他作品：
《駁反聖像者》（為大馬士革的約翰在聖像之爭當中，為使用聖像所作的辯護演說。）、《反對雅各派》 、《反對奈斯多里派》 、《反對摩尼教的對話》 、《教條的初步介紹》 、《論三重聖歌的信函》 、《論正確思維》、 《論信仰，反對奈斯多里派》、 《基督中的二意志（反對單意志派）》、《神聖平行（可疑）》 、《八聲頌（教會的八音儀式書）》 、《論龍與鬼魂》
除了他純粹的文本作品外，約翰·大馬士革還創作了聖歌，完善了佳美聖歌，這是一種在拜占庭儀式中使用的結構化聖歌形式。

## 阿拉伯語翻譯
據信，《報喜的講道》是第一部被翻譯成阿拉伯語的作品。該文本的許多部分發現於法國斯特拉斯堡圖書館的手稿4226，該手稿的年代為公元885年。
在十世紀晚期，安東尼，聖西門修道院的院長（位於安提阿附近），翻譯了約翰·大馬士革的作品。在他對約翰作品的介紹中，安提阿的西爾維斯特宗主教（1724–1766）提到安東尼曾是聖薩巴的修士。這可能是對「聖西門院長」職稱的誤解，因為聖西門的修道院在十八世紀時已經廢墟。
大多數手稿提供了給科斯馬斯的信件文本、哲學章節、神學章節及其他五部小作品的內容。
在1085年，來自安提阿的修士米哈伊爾撰寫了《克里索羅阿斯的阿拉伯生平》。該作品於1912年首次由巴哈編輯，隨後翻譯成多種語言（德語、俄語和英語）。

## 崇敬
當約翰·大馬士革的名字於1890年被列入羅馬通用曆時，指定的日期為3月27日。該節日於1969年移至約翰的逝世日，即12月4日，這一天也是在拜占庭儀式曆、路德宗紀念日和英國聖公會及主教教會慶祝的日子。
約翰·大馬士革在英國國教和主教教會中於12月4日受到尊敬。
在1890年，他被教宗利奧十三世宣告為教會博士。